# Nicolas-Henri af Frankrig
Nicolas-Henri af Frankrg (13. april 1607 – 17. november 1611) var en fransk prins, der var den anden søn af kong Henrik 4. af Frankrig og Marie af Medici. Han bar titel af hertug af Orléans og var præsumptiv tronarving til den franske trone fra sin fars død i 1610 til sin egen død i 1611. Hertugen af Orléans døde som følge af et epileptisk anfald i 1611. Han blev begravet i Klosterkirken Saint-Denis nord for Paris. Titlen som hertug af Orléans overgik senere til lillebroderen Gaston.